# 艾蜜兒·班特
艾蜜兒·班特（Amel Bent，原名Amel Bentbachir，1985年6月21日—），法國女歌手，出生於法國巴黎。她的母親是摩洛哥人，她的父親是阿爾及利亞人。她在年幼時已被她的表兄長們引發對RnB音樂的興趣，但她並未受過正式的歌唱訓練。12歲時，曾有音樂監制發現了她的才華而且希望和她簽約，可惜最後石沉大海。自此以後，艾蜜兒愛上學多於音樂，但是後來遭逢預科考試的失敗.... 
她在法國的選秀節目《Nouvelle Star》第二季中進入準決賽，但未能進入總決賽。同一年，2004，她發行了首張專輯《Un Jour d'été》，登上排行榜季軍，並在法國賣出了超過55萬張。專輯的首張單曲《Ma Philosophie》成為法國的熱門單曲。在法國排行榜長達六周的時間佔據第一名的寶座，賣出了超過50萬張。
2007年，她推出了第二張專輯《成年禮》（À 20 ans），在法國獲得第四名，銷售量約12萬張。

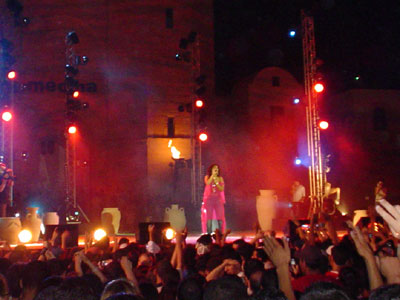
艾蜜兒·班特在突尼西亞的表演。

## 唱片及歌曲

### 唱片
- Un jour d'été
  - 1. Je Suis
  - 2. Ma Philosophie
  - 3. Le Temps Passé
  - 4. Le Droit A L'Erreur
  - 5. Mes Racines
  - 6. Ne Retiens Pas Tes Larmes
  - 7. Pardonnez-Moi
  - 8. J'Attends
  - 9. Quand Elle Chante
  - 10. Auprès Des Miens
  - 11. Partis Trop Tôt (與Kery James合唱)
  - 12. Je Me Sens Vivre
  - 13. Ne Retiens Pas Tes Larmes (鋼琴版)

## 外部連結
- 官方網站 （页面存档备份，存于）(法文)
- Amel Online(法文)